# Typha latifolia
Typha latifolia (papură) este o plantă erbacee perenă, din genul Typha. Se întâlnește ca specie nativă în America de Nord și de Sud, Europa, Asia și Africa. În Canada, păpurișurile se găsesc în toate provinciile și, de asemenea, în Yukon și Teritoriile de Nord-Vest, și în Statele Unite, aceasta este nativă pentru toate statele, cu excepția Hawaii. Este o specie introdusă și invazivă, fiind considerată o buruiană nocivă, în Australia și Hawaii. Nu este nativă, dar a fost raportată în Indonezia, Malaezia, Noua Zeelandă, Papua Noua Guinee și Filipine.